# 消失的爱人 (2014年电影)
是大卫·芬奇执导、吉莉安·弗琳将自家同名小说改编成剧本的2014年心理驚悚片，制片人包括莱斯利·迪克逊、布鲁纳·帕潘德里亚、艾農·米爾臣、麗絲·韋花絲潘、切安·查芬、乔舒亚·多南。故事发生在美国密苏里州，本·阿弗莱克扮演的作家尼克因妻子艾米（裴淳华饰）神秘失踪沦为主要嫌犯。其他演员包括尼爾·柏德烈·夏里斯和泰勒·派瑞，特倫特·雷澤諾与阿提克斯·羅斯谱写电影配乐。
影片2014年9月26日在紐約影展首映，香港、美国和台湾分别于10月2日、10月3日、10月9日上映。二十世纪福克斯安排电影10月3日开始在美国与加拿大三千多家电影院全面上映，最后以6100万拍摄成本取得超过3.7亿美元票房，创下芬奇导演电影票房纪录。

## 剧情
尼克·鄧恩（班·艾佛列克 飾）和妻子艾美（羅莎蒙·派克 飾）是一對眾人眼中的「完美夫妻」。尼克外型英俊挺拔，是個社區大學的作文課講師，頗富魅力。艾美則享有哈佛大学高學歷，為父母所寫的知名童書之主角，以美豔、優雅、智慧的形象為人所知。
兩人結婚五週年紀念日當天，尼克發現艾美失蹤，而家中茶几被打破。為了尋找妻子艾美，尼克聽從警方建議召開記者會並發出協尋公告，深入搜索。警方鑑識中心在廚房中驗出大量艾美的血跡，而且有人試圖把它擦拭乾淨，隆妲·邦妮警官（金·迪肯斯飾）也覺得非常可疑。
此事件發展在媒體的高度關注之下，尼克被挖出婚外情、失業，加上還有理賠金被提高的保單、尼克積欠的11萬美元的信用卡卡債、艾美的懷孕紀錄等，另一方面，負責偵查此案的女警找到了艾美留下的筆記本，其中記載著兩人的生活細節，講述尼克由愛家好男人變為家暴男的經過。種種跡証都指向兇手就是尼克，尼克變成人人得而誅之的過街老鼠，甚至還有名嘴質疑尼克與自己的孿生妹妹瑪歌（凱莉·庫恩飾）亂倫。
為了逃過控訴，尼克只好僱用「專辦殺妻案」的知名律師坦納·博爾特（泰勒·派瑞飾），並聽從律師建議，決定接受高達一千萬人口收看的談話性節目專訪，將自己的外遇事件公開，並向大眾懺悔，試圖扭轉大眾印象。節目播出後，輿論開始同情尼克。
在坦納的建議下，尼克找了艾美的前男友們洽詢，她高中時代青梅竹馬的戴西·柯林斯（尼爾·派屈克·哈里斯飾），對尼克更是嗤之以鼻。尼克幾乎被認定就是兇手了。
其实艾美是自己逃走了，她把家伪装成「命案現場」，讓大家以為自己被丈夫所杀，她没有怀孕，而是盗用了孕婦朋友諾耶兒·霍桑的尿液拿去检测。艾美逃走后，认识一个出租房的邻居少女葛蕾塔，但葛蕾塔发现艾美携带很多现金，夥同男友傑夫抢劫了艾美。此時身無分文的艾美只好向高中同学戴西寻求帮助。其實戴西也是個控制狂，從高中起就一直追求她，甚至到她结婚后两人都有信件来往，所以戴西爽快地答應了，戴西把她安顿在湖边的别墅。艾美在電視上看到尼克向大眾的懺悔後決定回去找尼克，但别墅内外有很多監視器，艾美就在鏡頭下演戏，显得好像自己是被绑架了，想要逃出去，又引诱戴西跟自己做爱，趁他尽兴时用刀将他刎頸杀死。
艾美滿身是血地回到尼克的家，向记者和警方表示自己被戴西绑架并强奸，出於自衛殺死了戴西，而之所以消失完全是被該死的戴西綁票並禁錮了。尽管尼克想要告诉大众艾美是个杀人犯、控制狂、神经病，但隆妲警探與律師坦納都愛莫能助，最後艾美盜取了尼克的精液，令自己怀上了尼克的孩子，尼克再也脫不了身，過著被艾美控制與算計的生活。

## 演員
| 演員                                     | 角色                                   | 備註                                                                      |
| 班·艾佛列克 Ben Affleck                  | 尼克·鄧恩 Nicolas "Nick" Dunne         | 艾美丈夫 雜誌專欄作家，亦於大學授課，和妻子結縭五年                       |
| 羅莎蒙·派克 Rosamund Pike                | 艾美·艾略特·鄧恩 Amy Elliott Dunne     | 尼克妻子 才貌兼備，擁有哈佛大學心理學學位，從事新聞業／作家               |
| 尼爾·派屈克·哈里斯 Neil Patrick Harris   | 戴西·柯林斯 Desi Collings              | 艾美的前男友 富家子弟。高中時期曾和艾美交往，更在分手後企圖自殺           |
| 泰勒·派瑞 Tyler Perry                    | 坦納·博爾特 Tanner Bolt                | 律師 有意替尼克進行辯護                                                   |
| 凱莉·庫恩 Carrie Coon                    | 瑪歌·鄧恩 Margo Dunne                  | 尼克雙胞胎妹妹 經營「The Bar」酒吧                                        |
| 金·迪肯斯 Kim Dickens                    | 隆妲·邦妮警官 Detective Rhonda Boney   | 隸屬北迦太基警局 前來受理愛咪失蹤一案                                     |
| 派屈克·福吉 Patrick Fugit                | 詹姆士·吉爾平警員 Officer James Gilpin | 隸屬北迦太基警局 和隆妲為搭檔，前來受理艾美失蹤一案                       |
| 蜜西·派兒 Missi Pyle                     | 愛倫·亞波特 Ellen Abbott               | 電視主播 播報"艾美失蹤案"新聞時批判尼克的神情，角色原型為南希·葛蕾絲      |
| 艾蜜莉·瑞特考斯基 Emily Ratajkowski      | 安蒂·費茲傑羅 Andie Fitzgerald         | 尼克學生 同時也是他的婚外情對象                                           |
| 凱希·威爾森 Casey Wilson                 | 諾耶兒·霍桑 Noelle Hawthorne           | 尼克和艾美的鄰居 自稱為艾美好友                                           |
| 波伊德·霍布魯克 Boyd Holbrook            | 傑夫 Jeff                              | 旅社住客 對葛蕾塔有好感，和葛蕾塔共謀洗劫艾美                             |
| 蘿拉·柯克 Lola Kirke                     | 葛蕾塔 Greta                           | 旅社住客 艾美於該旅社投宿時的隔壁房客，後曾識破其偽裝                     |
| 麗莎·巴內斯 Lisa Banes                   | 瑪麗貝絲·艾略特 Marybeth Elliott       | 艾美母親 和丈夫一同出版了以女兒生平改編的暢銷童書「Amazing Amy」          |
| 大衛·克萊隆 David Clennon                | 蘭德·艾略特 Rand Elliott               | 艾美父親 和妻子一同出版了以女兒生平改編的暢銷童書「Amazing Amy」          |
| 西拉·沃德 Sela Ward                      | 莎倫·薛貝爾 Sharon Schieber            | 節目主持人 透過坦納牽線，為了尼克開設獨家專訪                             |
| 史考特·麥奈利 Scoot McNairy              | 湯米·歐哈拉 Tommy O'Hara               | 艾美前男友 八年前和艾美分手後，變得具有暴力傾向，使得艾美以不明原因控訴他 |
| 凱瑟琳·蘿絲·帕金斯 Kathleen Rose Perkins | 香娜·凱莉 Shawna Kelly                 | 志願者 於協尋志願者中心現場和尼克合照                                     |
| 雷納德·凱利-楊 Leonard Kelly-Young       | 比爾·鄧恩 Bill Dunne                   | 尼克父親 老年痴呆症，現安置於養老院，因在路上晃悠而被帶回警局             |
| 希德·史崔特麥特 Cyd Strittmatter         | 莫琳·鄧恩 Maureen Dunne                | 尼克母親 罹患乳腺癌四期，尼克和艾美因此搬回老家密蘇里就近照顧             |

## 制作
原著小说主要表达了夫妻之间不诚实的行为方式，媒体偏离正道的报道，以及糟糕的经济问题会导致麻烦的产生等一些家庭和社会問题。美国女演员瑞丝·薇斯朋首先看中吉莉安·弗琳所写的原著小说后，因为对这个婚姻故事很感兴趣所以买下了改编权，她也想亲自主演，但是导演芬奇屬意羅莎蒙·派克担任女主角。
2013年9月15日在密苏里州的Cape Girardeau开拍，拍摄了大约五周的时间，其他取景地包括洛杉矶。
美国音乐人特倫特·雷澤諾与英国作曲家阿提克斯·羅斯担任影片配乐工作，成为两人与大卫导演继《社群网战》和《龙纹身的女孩》之后的第三次合作。

## 發行

### 評價
《控制》上映後大獲好評。爛番茄基於280个专业評論持有88%的新鮮度，平均得分8。在Metacritic上根據49篇影评，得分79。
娛樂雜誌《综艺》给本片满分，表示：如同外科手术一般精准，影片冷酷而又有趣，从头到尾的149分钟都十分令人着迷。这部紧张而又豪爽的心理惊悚片代表着电影制作和原材料的超凡整合。娛樂新聞網站《HitFix》给91分：《消失的爱人》不是芬奇最好的作品，也不是传统的最令人满意的电影。但是本片完美的代表了好莱坞的绝佳工艺。

### 票房
北美方面，首周末收获3800万美元列榜首，这一成绩超过了2002年《战栗空间》的3006万开画票房，成为大卫·芬奇导演生涯最高开画成绩。次周末收2680万蝉联冠军。第三周末收1780万列第二位，累计1.07亿。第四周末再收880万排第四，以累计1.67亿的成绩超过了《本杰明·巴顿奇事》的1.28亿成为大卫·芬奇导演生涯的最高纪录。
香港方面，首周四天收481万港币列第三位。次周以538万的成绩夺冠。第三周以439万蝉联冠军，最终累计2200多万。
台灣方面，首週四天票房為新台幣2400萬元；次週票房累計至新台幣6400萬元；第三週票房累計至新台幣1.08億元；第四週票房累計至新台幣1.37億元；第五週票房累計至新台幣1.56億元；第六週票房累計至新台幣1.65億元；第七週票房累計至新台幣1.7億元。
| 上一届： 《伸冤人》 | 2014年美國週末票房冠軍 第40-41周 | 下一届： 《狂怒》     |
| 上一届： 《》       | 2014年香港一週票房冠軍 第40-41周 | 下一届： 《》         |
| 上一届： 《》       | 2014年臺北週末票房冠軍 第42-44周 | 下一届： 《星際效應》 |

## 奖项
《消失的爱人》获众多荣誉肯定，导演、编剧、配乐、裴淳华的演技尤得赞誉。裴淳华获第87屆奧斯卡金像獎最佳女主角、和第72屆金球獎剧情类电影最佳女主角提名，第68届英国电影学院奖和第21届美国演员工会奖最佳女主角提名，拿下帝國獎最佳女主角和棕榈泉国际电影节突破演出奖。弗琳获金球奖、英国电影学院奖、美国编剧工会奖提名，原创配乐提名。國家評論協會将本片选入年度十大佳片。

## 書籍
| 出版日期 | 書名     | 作者         | 譯者   | 出版社   | ISBN               |
| -------- | -------- | ------------ | ------ | -------- | ------------------ |
| 2013年   | 《控制》 | 吉莉安．弗琳 | 施清真 | 時報出版 | ISBN 9789571357478 |